# Monuments nationaux de Kupres
Cet article recense les monuments nationaux situés sur le territoire de la municipalité de Kupres en Bosnie-Herzégovine et dans la fédération de Bosnie-et-Herzégovine. La liste établie par la Commission pour la protection des monuments nationaux compte 3 monuments nationaux inscrits sur la liste principale.

## Monuments nationaux
| Monument                                                       | Localité       | Géolocalisation | Datation                | Commentaire éventuel     | Photo |
| -------------------------------------------------------------- | -------------- | --------------- | ----------------------- | ------------------------ | ----- |
| Église de l'Annonciation-de-la-Mère-de-Dieu de Donje Vukovsko  | Donje Vukovsko |                 | 1864                    | Église orthodoxe serbe   |       |
| Site archéologique d'Otinovci                                  | Otinovci       |                 | Ve, XVe et XIXe siècles | Vestiges d'églises       |       |
| Fortifications préhistoriques et nécropoles de Ravanjska Vrata |                |                 | Préhistoire, Moyen Âge  | Nécropole avec 68 stećci |       |